# Baie-des-Sables
Baie-des-Sables es un municipio canadiense situado en la provincia de Quebec.

## Superficie
Baie-des-Sables tiene una superficie de 65,07 km².

## Demografía
En 2021, tenía 613 habitantes, una densidad poblacional de 9,4 hab./km², y 336 viviendas.